# Frederik Ehmke
Frederik Ehmke 1978. június 21-én született Malsch-ban, ő az új tagja német power metal bandának, a Blind Guardian-nak. Az együtteshez 2005-ben csatlakozott, miután Thomen Stauch (dobos) elhagyta a zenekart. Az első kiadott CD-je a Blind Guardiannal a Fly című kislemez volt. Ehmke messze a legfiatalabb tag az együttesben. Ehmke még játszik egy folk-metal bandában, a Schattentantz-ban. A zenekar 1999-ben alakult meg. Ehmke itt dobol, dudán játszik és énekel is. Házas, van egy lánya. 